# Maggia
Maggia é uma comuna da Suíça, no Cantão Tessino, com cerca de 2.398 habitantes. Estende-se por uma área de 111,1 km², de densidade populacional de 22 hab/km². Confina com as seguintes comunas: Avegno, Brione, Campo, Cavigliano, Cevio, Gordevio, Gresso, Isorno, Lavizzara, Onsernone, Vergeletto, Verscio.
A língua oficial nesta comuna é o Italiano.